# Риыль

Риыль (кор. 리을) — четвёртая буква корейского алфавита, графически соответствует китайскому 49 иероглифическому ключу. Риыль служит для обозначения звуков Л, Р; в начале слова этимологически твёрдый Р дал в современном языке Н, а мягкий Р дал звук Й перед гласными (ㅑ, ㅒ, ㅕ, ㅖ, ㅛ, ㅠ) и нулевую (не читаемую) инициаль перед гласным И (ㅣ). По старой орфографии, в начале слова риыль писалась лишь в заимствованных словах. В соответствии с этим, и в словарях все слова с начальным твёрдым Р располагались в разделе буквы ниын, а с начальным мягким Р — под соответствующим гласным. По новой орфографии, буква риыль в начале слова пишется в любом случае. В середине слова между гласными и перед буквой хиыт читается как Р. В конце слова, а также перед всеми согласными, кроме хиыт, и после согласных ниын и риыль читается Ль.

## Мунпоп (грамматика)
- Рыль (를) — показатель винительного падежа.